# رولاند لو كليرك
رولاند لو كليرك (بالفرنسية: Roland Le Clerc)‏ ولد بتاريخ 30 مايو 1963 في سانت بريوك، فرنسا، هو دراج فرنسي سابق.

## روابط خارجية
- رولاند لو كليرك على موقع أرشيف الدراجات (الإنجليزية)
- رولاند لو كليرك على موقع إحصائيات الدراجات الإحترافية (الإنجليزية)